# Ottenton
Ottenton nennt man eine Gruppe von sechs Sangspruchstrophen Walthers von der Vogelweide, eines der bekanntesten deutschen Dichter des Mittelalters (in der Ausgabe von Lachmann 11,30ff.). Drei dieser Strophen begrüßen Kaiser Otto IV., der auf dem Reichstag zu Frankfurt 1212 erschien, und sind daher exakt datierbar. Sie sind formal aufeinander abgestimmt, indem alle drei mit der Anrede Hêr keiser beginnen. Die anderen drei enthalten vehemente Angriffe gegen den Papst, die diesem vorwerfen, seine Meinung willkürlich zu ändern. Das ist darauf zu beziehen, dass Papst Innozenz III. 1209 den Welfen Otto zum Kaiser gekrönt hatte, aber schon 1211/1212 dem jungen Staufer Friedrich II. den Vorzug gab. Auch diese drei Strophen verfasste Walther also für Otto.
Im ersten Spruch begrüßt Walther Otto IV. als neuen Kaiser und weist darauf hin, dass die Reichsfürsten ihm loyal gesinnt sind. Im zweiten Spruch fordert er Otto auf, einen Kreuzzug zu unternehmen. Doch, das betont der dritte Spruch, müsse der Kaiser zuerst die Ordnung in Deutschland und dann in den anderen Reichsteilen herstellen. Walther formuliert das als Forderungen an Otto; tatsächlich kam das Otto sehr gelegen und war genau das, was er ohnehin wollte: die Forderung des Papstes, sofort einen Kreuzzug zu unternehmen, hinauszuschieben, bis die Ordnung im Reich wiederhergestellt wäre. Walther macht also geschickt Propaganda für Otto, indem er das, was Otto zu tun wünscht, als Forderung des Reiches an Otto formuliert. Aber auch die Interessen der Fürsten werden vertreten: Walther weist darauf hin, dass sie zu Otto loyal sind, was nicht selbstverständlich war und auch heute von manchen Forschern bezweifelt wird. Besonders den Meißner wollen manche als ‚gefallenen Engel‘ sehen.

## Text der drei 'Herr Kaiser'-Strophen
| Hêr keiser, sît ir willekomen! Der küneges name ist iu benomen: des schînet iuwer krône ob allen krônen. Iuwer hant ist krefte und guotes vol: ir wellet übel oder wol, sô mac si beidiu rechen unde lônen. Dar zuo sag ich iu mære: die fürsten sint iu undertân, si habent mit zühten iuwer kunft erbeitet. Und ie der Missenære, derst iemer iuwer, âne wân: von gote wurde ein engel ê verleitet. | Herr Kaiser, seid willkommen! Der Name ‚König‘ gilt nicht mehr für Euch (‚ist Euch weggenommen‘), deshalb erstrahlt Eure Krone über allen anderen Kronen. Eure Hand ist voll Macht und Reichtum: je nachdem, ob Ihr jemandem wohl oder übel wollt, so kann sie rächen oder belohnen. Darüber hinaus überbringe ich Euch eine Nachricht: die Fürsten sind Euch untertan; sie haben ehrerbietig auf Eure Ankunft gewartet. Insbesondere der Meißner, der ist ohne Zweifel immer der Eure: es wäre leichter, einen Engel zum Abfall von Gott zu bringen. |

iu ‚euch‘. – benomen ‚weggenommen‘. – schînen ‚scheinen; glänzen; strahlen‘. – krefte Genitiv Sing. von kraft ‚Kraft; Macht; Herrschaft‘. – guot ‚Gut; Besitz; Reichtum‘. – mac ‚kann‘. – beidiu … unde ‚sowohl … als auch‘. – mære ‚Bericht; Nachricht‘. – zuht ‚Zucht; Anstand; gutes Benehmen‘. – beiten ‚warten‘. – ie ‚je; jemals‘; ‚und jemals‘ = ‚ganz besonders‘. – derst = der ist. – âne ‚ohne‘. – wân ‚ungewisse Vermutung‘. – ê ‚eher; früher; leichter‘.
| Hêr keiser, ich bin frônebote und bringe iu boteschaft von gote. ir habt die erde, er hât daz himelrîche. Er hiez iu klagen (ir sît sîn voget): in sînes sunes lande broget diu heidenschaft iu beiden lasterlîche. Ir müget im gerne rihten: sîn sun, der ist geheizen Krist, er hiez iu sagen, wie erz verschulden welle. nu lât in zuo iu pflihten. er rihtet iu, dâ er voget ist, klagt ir joch über den tievel ûz der helle. | Herr Kaiser, ich bin Bote des Herrn und bringe Euch Botschaft von Gott. Ihr herrscht auf der Erde, er im Himmelreich. Er hieß mich vor Euch Klage zu führen (Ihr seid der von ihm eingesetzte Gerichtsherr): Im Land seines Sohnes erhebt sich übermütig die Heidenschaft, Euch beiden zur Schmach. Ihr mögt so gut sein und ihm darüber richten: Sein Sohn, der heißt Christus; er hat Euch sagen lassen, wie er es vergelten wolle. Nun lasst ihn sich mit Euch verbünden. Er verhilft Euch zum Recht, wo er Gerichtsherr ist, klagtet Ihr auch gegen den Teufel aus der Hölle. |

frô ‚Herr, Herrgott‘. – voget ‚Gerichtsherr; Schützer; Herrscher‘. – brogen ‚sich erheben‘. – laster ‚Schande‘. – pflihten zu jemandem ‚sich mit jemandem verbünden‘.
| Hêr keiser, swenne ir Tiuschen fride gemacht staete bî der wide, sô bietent iu die fremeden zungen êre. Die sult ir nemen ân arbeit und süenen al die kristenheit: daz tiuret iuch, und müet die heiden sêre. Ir tragt zwei keisers ellen, des aren tugent, des lewen kraft: die sint des hêrren zeichen an dem schilte. die zwêne hergesellen, wan woltens an die heidenschaft! waz widerstüende ir manheit und ir milte? | Herr Kaiser, wenn Ihr in Deutschland unter Androhung der Todesstrafe den Frieden befestigt habt, dann huldigen Euch die fremden Völker. Die werdet Ihr ohne Mühe gewinnen und die ganze Christenheit versöhnen. Das ehrt Euch und verdrießt die Heiden sehr. Ihr tragt zwei kaiserliche Fähigkeiten: des Adlers Macht, des Löwen Kraft. Die sind die Herrschaftszeichen auf Eurem Schild. Diese zwei Kampfgefährten, ach, wollten sie doch auf die Heiden losgehen! Was könnte ihrer Tapferkeit und ihrem Großmut widerstehen? |

wide ‚aus Weidenruten geflochtener Strang‘, der als Galgenstrick benutzt wurde; daher ‚beim Strang‘ = ‚bei Todesstrafe‘. – êre bieten ‚Ehre bieten‘ hier ‚huldigen‘. – zunge ‚Zunge; Sprache‘: im Reichsgericht war für die deutschen Teile des Imperiums Deutsch, für die beiden anderen Reichsteile Französisch bzw. Italienisch Gerichtssprache. – ân = âne ‚ohne‘. – tiuren ‚teuer, wertvoll machen‘. – müejen ‚Mühe bereiten‘. – ellen ‚Kraft‘. – wan in Ausrufen ‚wenn doch‘. – woltens = wolten si. – milte ‚Freigebigkeit‘ (besondere Fürstentugend).